# Кубок Америки з футболу 2015
Кубок Америки 2015 — 44-й розіграш Кубка Америки, головного футбольного турніру серед національних збірних Південної Америки, що тривав з 11 червня до 4 липня 2015 року в Чилі. У фінальному матчі господарі зіграли проти збірної Аргентини, сильнішими виявилась збірна Чилі.

## Жеребкування
24 листопада 2014 у Він'я-дель-Марі відбулось жеребкування кубка Америки з футболу 2015 року.
| Кошик 1                                | Кошик 2                      | Кошик 3                   | Кошик 4                      |
| -------------------------------------- | ---------------------------- | ------------------------- | ---------------------------- |
| Чилі (господар) · Аргентина · Бразилія | Колумбія · Уругвай · Мексика | Еквадор · Перу · Парагвай | Венесуела · Болівія · Ямайка |

### Результати жеребкування
В результаті жеребкування склад груп набув такого вигляду:
| Група A | Група B   | Група C   |
| ------- | --------- | --------- |
| Чилі    | Аргентина | Бразилія  |
| Мексика | Уругвай   | Колумбія  |
| Еквадор | Парагвай  | Перу      |
| Болівія | Ямайка    | Венесуела |

## Арени
| Антофагаста           | Антофагаста                | Антофагаста Консепсьйон Ла-Серена Ранкагуа Сантьяго Темуко Вальпараїсо Вінья-дель-МарКубок Америки з футболу 2015 (Чилі) | Ла-Серена             |
| --------------------- | -------------------------- | --- | --------------------- |
| Антофагаста           | Антофагаста                | Антофагаста Консепсьйон Ла-Серена Ранкагуа Сантьяго Темуко Вальпараїсо Вінья-дель-МарКубок Америки з футболу 2015 (Чилі) | Ла Портада            |
| Місткість: 21,170     | Місткість: 21,170          | Антофагаста Консепсьйон Ла-Серена Ранкагуа Сантьяго Темуко Вальпараїсо Вінья-дель-МарКубок Америки з футболу 2015 (Чилі) | Місткість: 18,243     |
|                       |                            | Антофагаста Консепсьйон Ла-Серена Ранкагуа Сантьяго Темуко Вальпараїсо Вінья-дель-МарКубок Америки з футболу 2015 (Чилі) |                       |
| Вінья-дель-Мар        | Вінья-дель-Мар             | Антофагаста Консепсьйон Ла-Серена Ранкагуа Сантьяго Темуко Вальпараїсо Вінья-дель-МарКубок Америки з футболу 2015 (Чилі) | Вальпараїсо           |
| Естадіо Саусаліто     | Естадіо Саусаліто          | Антофагаста Консепсьйон Ла-Серена Ранкагуа Сантьяго Темуко Вальпараїсо Вінья-дель-МарКубок Америки з футболу 2015 (Чилі) | Еліас Фігуеру         |
| Місткість: 22,360     | Місткість: 22,360          | Антофагаста Консепсьйон Ла-Серена Ранкагуа Сантьяго Темуко Вальпараїсо Вінья-дель-МарКубок Америки з футболу 2015 (Чилі) | Місткість: 21,113     |
|                       |                            | Антофагаста Консепсьйон Ла-Серена Ранкагуа Сантьяго Темуко Вальпараїсо Вінья-дель-МарКубок Америки з футболу 2015 (Чилі) |                       |
| Сантьяго              | Сантьяго                   | Антофагаста Консепсьйон Ла-Серена Ранкагуа Сантьяго Темуко Вальпараїсо Вінья-дель-МарКубок Америки з футболу 2015 (Чилі) | Ранкагуа              |
| Національний стадіон  | Монументаль Давід Арельяно | Антофагаста Консепсьйон Ла-Серена Ранкагуа Сантьяго Темуко Вальпараїсо Вінья-дель-МарКубок Америки з футболу 2015 (Чилі) | Ель-Теньєнте          |
| Місткість: 48,745     | Місткість: 47,347          | Антофагаста Консепсьйон Ла-Серена Ранкагуа Сантьяго Темуко Вальпараїсо Вінья-дель-МарКубок Америки з футболу 2015 (Чилі) | Місткість: 13,849     |
|                       |                            | Антофагаста Консепсьйон Ла-Серена Ранкагуа Сантьяго Темуко Вальпараїсо Вінья-дель-МарКубок Америки з футболу 2015 (Чилі) |                       |
| Консепсьйон           | Консепсьйон                | Антофагаста Консепсьйон Ла-Серена Ранкагуа Сантьяго Темуко Вальпараїсо Вінья-дель-МарКубок Америки з футболу 2015 (Чилі) | Темуко                |
| Муніципальний стадіон | Муніципальний стадіон      | Антофагаста Консепсьйон Ла-Серена Ранкагуа Сантьяго Темуко Вальпараїсо Вінья-дель-МарКубок Америки з футболу 2015 (Чилі) | Муніципальний стадіон |
| Місткість: 30,448     | Місткість: 30,448          | Антофагаста Консепсьйон Ла-Серена Ранкагуа Сантьяго Темуко Вальпараїсо Вінья-дель-МарКубок Америки з футболу 2015 (Чилі) | Місткість: 18,413     |
|                       |                            | Антофагаста Консепсьйон Ла-Серена Ранкагуа Сантьяго Темуко Вальпараїсо Вінья-дель-МарКубок Америки з футболу 2015 (Чилі) |                       |

## Груповий турнір

### Група A
| М | Збірна  | І | В | Н | П | М    | О | Р  | Чилі | Болівія | Еквадор | Мексика |
| - | ------- | - | - | - | - | ---- | - | -- | ---- | ------- | ------- | ------- |
| 1 | Чилі    | 3 | 2 | 1 | 0 | 10−3 | 7 | +7 |      | 5:0     | 2:0     | 3:3     |
| 2 | Болівія | 3 | 1 | 1 | 1 | 3−7  | 4 | −4 | 0:5  |         | 3:2     | 0:0     |
| 3 | Еквадор | 3 | 1 | 0 | 2 | 4−6  | 3 | −2 | 0:2  | 2:3     |         | 2:1     |
| 4 | Мексика | 3 | 0 | 2 | 1 | 4−5  | 2 | −1 | 3:3  | 0:0     | 1:2     |         |

| 11 червня 2015 20:30 |

| Чилі                                              | 2–0      | Уругвай |
| ------------------------------------------------- | -------- | ------- |
| Відаль 66' (пен.) Варгас 83' Фернандес 73', 90+2' | Протокол |         |

| Національний стадіон, Сантьяго Глядачів: 46.000 Арбітр: Нестор Пітана (Аргентина) |

| 12 червня 2015 20:30 |

| Мексика | 0–0      | Болівія |
| ------- | -------- | ------- |
|         | Протокол |         |

| Естадіо Саусаліто, Вінья-дель-Мар Глядачів: 14.987 Арбітр: Енріке Касерес (Парагвай) |

| 15 червня 2015 18:00 |

| Еквадор                    | 2–3      | Болівія                                           |
| -------------------------- | -------- | ------------------------------------------------- |
| Валенсія 47' Боланьйос 80' | Протокол | Ральдес 4' Смедберг-Даленсе 17' Морено 42' (пен.) |

| Еліас Фігуеру, Вальпараїсо Глядачів: 5.982 Арбітр: Хоель Агілар (Сальвадор) |

| 15 червня 2015 20:30 |

| Чилі                              | 3–3      | Мексика                    |
| --------------------------------- | -------- | -------------------------- |
| Відаль 21', 54' (пен.) Варгас 41' | Протокол | Вуосо 20', 65' Хіменес 28' |

| Національний стадіон, Сантьяго Глядачів: 45.583 Арбітр: Віктор Карільйо (Перу) |

| 19 червня 2015 18:00 |

| Мексика            | 1–2      | Еквадор                    |
| ------------------ | -------- | -------------------------- |
| Хіменес 63' (пен.) | Протокол | Боланьйос 25' Валенсія 57' |

| Ель-Теньєнте, Ранкагуа Глядачів: 11.051 Арбітр: Хосе Арготе, (Венесуела) |

| 19 червня 2015 20:30 |

| Чилі                                                   | 5–0      | Болівія |
| ------------------------------------------------------ | -------- | ------- |
| Арангіс 2', 65' Санчес 36' Медель 78' Ральдес 85' (аг) | Протокол |         |

| Національний стадіон, Сантьяго Глядачів: 45.601 Арбітр: Андрес Кунья (Уругвай) |

### Група B
| М | Збірна    | І | В | Н | П | М   | О | Р  | Аргентина | Парагвай | Уругвай | Ямайка |
| - | --------- | - | - | - | - | --- | - | -- | --------- | -------- | ------- | ------ |
| 1 | Аргентина | 3 | 2 | 1 | 0 | 4−2 | 7 | +2 |           | 2:2      | 1:0     | 1:0    |
| 2 | Парагвай  | 3 | 1 | 2 | 0 | 4−3 | 5 | +1 | 2:2       |          | 1:1     | 1:0    |
| 3 | Уругвай   | 3 | 1 | 1 | 1 | 2−2 | 4 | 0  | 0:1       | 1:1      |         | 1:0    |
| 4 | Ямайка    | 3 | 0 | 0 | 3 | 0−3 | 0 | −3 | 0:1       | 0:1      | 0:1     |        |

| 13 червня 2015 16:00 |

| Уругвай         | 1–0      | Ямайка |
| --------------- | -------- | ------ |
| К. Родрігес 51' | Протокол |        |

| Антофагаста, Антофагаста Глядачів: 8.653 Арбітр: Хосе Арготе, (Венесуела) |

| 13 червня 2015 18:30 |

| Аргентина                   | 2–2      | Парагвай                |
| --------------------------- | -------- | ----------------------- |
| Агуеро 28' Мессі 35' (пен.) | Протокол | Вальдес 59' Барріос 89' |

| Ла Портада, Ла-Серена Глядачів: 16.281 Арбітр: Вільмар Ролдан (Колумбія) |

| 16 червня 2015 18:00 |

| Парагвай    | 1–0      | Ямайка |
| ----------- | -------- | ------ |
| Бенітес 35' | Протокол |        |

| Антофагаста, Антофагаста Глядачів: 6.099 Арбітр: Карлос Вера (Еквадор) |

| 16 червня 2015 20:30 |

| Аргентина  | 1–0      | Уругвай |
| ---------- | -------- | ------- |
| Агуеро 55' | Протокол |         |

| Ла Портада, Ла-Серена Глядачів: 17.014 Арбітр: Сандро Річчі (Бразилія) |

| 20 червня 2015 16:00 |

| Уругвай     | 1–1      | Парагвай    |
| ----------- | -------- | ----------- |
| Хіменес 28' | Протокол | Барріос 44' |

| Ла Портада, Ла-Серена Глядачів: 16.021 Арбітр: Роберто Гарсія Ороско (Мексика) |

| 20 червня 2015 18:30 |

| Аргентина  | 1–0      | Ямайка |
| ---------- | -------- | ------ |
| Ігуаїн 10' | Протокол |        |

| Естадіо Саусаліто, Вінья-дель-Мар Глядачів: 21.083 Арбітр: Хуліо Баскуньян (Чилі) |

### Група C
| М | Збірна    | І | В | Н | П | М   | О | Р  | Бразилія | Перу | Колумбія | Венесуела |
| - | --------- | - | - | - | - | --- | - | -- | -------- | ---- | -------- | --------- |
| 1 | Бразилія  | 3 | 2 | 0 | 1 | 4−3 | 6 | +1 |          | 2:1  | 0:1      | 2:1       |
| 2 | Перу      | 3 | 1 | 1 | 1 | 2−2 | 4 | 0  | 1:2      |      | 0:0      | 1:0       |
| 3 | Колумбія  | 3 | 1 | 1 | 1 | 1−1 | 4 | 0  | 1:0      | 0:0  |          | 0:1       |
| 4 | Венесуела | 3 | 1 | 0 | 2 | 2−3 | 3 | −1 | 1:2      | 0:1  | 1:0      |           |

| 14 червня 2015 16:00 |

| Колумбія | 0–1      | Венесуела  |
| -------- | -------- | ---------- |
|          | Протокол | Рондон 59' |

| Ель-Теньєнте, Ранкагуа Глядачів: 12.387 Арбітр: Андрес Кунья (Уругвай) |

| 14 червня 2015 18:30 |

| Бразилія                     | 2–1      | Перу     |
| ---------------------------- | -------- | -------- |
| Неймар 4' Дуглас Коста 90+1' | Протокол | Куева 2' |

| Муніципальний стадіон, Темуко Глядачів: 16.342 Арбітр: Роберто Гарсія Ороско (Мексика) |

| 17 червня 2015 21:00 |

| Бразилія | 0–1      | Колумбія     |
| -------- | -------- | ------------ |
|          | Протокол | Мурільйо 36' |

| Монументаль Давід Арельяно, Сантьяго Глядачів: 44.008 Арбітр: Енріке Оссес (Чилі) |

| 18 червня 2015 20:30 |

| Перу        | 1–0      | Венесуела |
| ----------- | -------- | --------- |
| Пісарро 72' | Протокол |           |

| Еліас Фігуеру, Вальпараїсо Глядачів: 15.542 Арбітр: Рауль Ороско (Болівія) |

| 21 червня 2015 16:00 |

| Колумбія | 0–0      | Перу |
| -------- | -------- | ---- |
|          | Протокол |      |

| Муніципальний стадіон, Темуко Глядачів: 17.332 Арбітр: Нестор Пітана (Аргентина) |

| 21 червня 2015 18:30 |

| Бразилія                           | 2–1      | Венесуела |
| ---------------------------------- | -------- | --------- |
| Тіагу Сілва 9' Роберто Фірміно 52' | Протокол | Міку 85'  |

| Монументаль Давід Арельяно, Сантьяго Глядачів: 33.284 Арбітр: Енріке Касерес (Парагвай) |

### Збірні, що посіли третє місце
Дві кращі збірні, які посіли треті місця в своїх групах вийшли до 1/4 фіналу
| Група | Збірна   | І | В | Н | П | М   | О | Р  |
| ----- | -------- | - | - | - | - | --- | - | -- |
| В     | Уругвай  | 3 | 1 | 1 | 1 | 2−2 | 4 | 0  |
| С     | Колумбія | 3 | 1 | 1 | 1 | 1−1 | 4 | 0  |
| A     | Еквадор  | 3 | 1 | 0 | 2 | 4−6 | 3 | −2 |

## Плей-оф
Збірні, які посіли перше та друге місце в своїх групах, та дві кращі збірні, які посіли треті місця вийшли до плей-оф.
|  | 1/4 фіналу       | 1/4 фіналу |           |          | 1/2 фіналу      | 1/2 фіналу      |  |  | Фінал | Фінал |
|  |                  |            |           |          |                 |                 |  |  |       |       |
|  |                  |            |           |          |                 |                 |  |  |       |       |
|  |                  |            |           |          |                 |                 |  |  |       |       |
|  | Чилі             | 1          |           |          |                 |                 |  |  |       |       |
|  | Чилі             | 1          |           |          |                 |                 |  |  |       |       |
|  | Уругвай          | 0          |           |          |                 |                 |  |  |       |       |
|  | Уругвай          | 0          | Чилі      | 2        |                 |                 |  |  |       |       |
|  |                  |            | Чилі      | 2        |                 |                 |  |  |       |       |
|  |                  | Перу       | 1         |          |                 |                 |  |  |       |       |
|  | Болівія          | Перу       | 1         | 1        |                 |                 |  |  |       |       |
|  | Болівія          |            |           | 1        |                 |                 |  |  |       |       |
|  | Перу             | 3          |           |          |                 |                 |  |  |       |       |
|  | Перу             | 3          | Чилі      | 0 (4)    |                 |                 |  |  |       |       |
|  |                  |            | Чилі      | 0 (4)    |                 |                 |  |  |       |       |
|  |                  | Аргентина  | 0 (1)     |          |                 |                 |  |  |       |       |
|  | Аргентина (пен.) | Аргентина  | 0 (1)     | 0 (5)    |                 |                 |  |  |       |       |
|  | Аргентина (пен.) |            |           | 0 (5)    |                 |                 |  |  |       |       |
|  | Колумбія         | 0 (4)      |           |          |                 |                 |  |  |       |       |
|  | Колумбія         | 0 (4)      | Аргентина | 6        | Матч за 3 місце | Матч за 3 місце |  |  |       |       |
|  |                  |            | Аргентина | 6        | Матч за 3 місце | Матч за 3 місце |  |  |       |       |
|  |                  | Парагвай   | 1         |          |                 |                 |  |  |       |       |
|  | Бразилія         | Парагвай   | 1         | 1 (3)    | Перу            | 2               |  |  |       |       |
|  | Бразилія         |            |           | 1 (3)    | Перу            | 2               |  |  |       |       |
|  | Парагвай (пен.)  | 1 (4)      |           | Парагвай | 0               |                 |  |  |       |       |
|  | Парагвай (пен.)  | 1 (4)      |           |          | 0               |                 |  |  |       |       |
|  |                  |            |           |          |                 |                 |  |  |       |       |
|  |                  |            |           |          |                 |                 |  |  |       |       |

### Чвертьфінали
| 24 червня 2015 20:30 |

| Чилі     | 1 – 0          | Уругвай |
| -------- | -------------- | ------- |
| Ісла 81' | Протокол(ісп.) |         |

| Національний стадіон, Сантьяго Глядачів: 45 304 Арбітр: Сандро Річчі (Бразилія) |

| 25 червня 2015 20:30 |

| Болівія                   | 1 – 3          | Перу                  |
| ------------------------- | -------------- | --------------------- |
| Мартінс Морено 84' (пен.) | Протокол(ісп.) | Герреро 20', 23', 74' |

| Муніципальний стадіон, Темуко Глядачів: 16 872 Арбітр: Вілмар Ролдан (Колумбія) |

| 26 червня 2015 20:30 |

| Аргентина | 0 – 0          | Колумбія |
| --------- | -------------- | -------- |
|           | Протокол(ісп.) |          |

| Естадіо Саусаліто, Вінья-дель-Мар Глядачів: 21 508 Арбітр: Роберто Гарсія Ороско (Мексика) |

|                                                         |       | Пенальті                                                               |  |
| Мессі · Гарай · Банега · Лавессі · Білья · Рохо · Тевес | 5 – 4 | Родрігес · Фалькао · Куадрадо · Мур'єль · Кардона · Суньїга · Мурільйо |  |

| 27 червня 2015 18:30 |

| Бразилія     | 1 – 1          | Парагвай            |
| ------------ | -------------- | ------------------- |
| Робіньйо 15' | Протокол(ісп.) | Гонсалес 72' (пен.) |

| Муніципальний стадіон Консепсьйона, Консепсьйон Глядачів: 29 276 Арбітр: Андрес Кунья (Уругвай) |

|                                                                    |       | Пенальті                                                  |  |
| Фернандінью · Евертон Рібейро · Міранда · Дуглас Коста · Коутіньйо | 3 – 4 | Мартінес · В. Касерес · Бобаділья · Санта Крус · Гонсалес |  |

### Півфінали
| 29 червня 2015 20:30 |

| Чилі            | 2 – 1          | Перу            |
| --------------- | -------------- | --------------- |
| Варгас 42', 64' | Протокол(ісп.) | Медель 61' (аг) |

| Національний стадіон, Сантьяго Глядачів: 45 651 Арбітр: Хосе Арготе (Венесуела) |

| 30 червня 2015 20:30 |

| Аргентина                                                    | 6 – 1          | Парагвай    |
| ------------------------------------------------------------ | -------------- | ----------- |
| Рохо 15' Пасторе 27' Ді Марія 47', 53' Агуеро 80' Ігуаїн 83' | Протокол(ісп.) | Барріос 43' |

| Муніципальний стадіон Консепсьйона, Консепсьйон Глядачів: 29 205 Арбітр: Сандро Річчі (Бразилія) |

### Матч за третє місце
| 3 липня 2015 20:30 |

| Перу                      | 2 – 0          | Парагвай |
| ------------------------- | -------------- | -------- |
| Каррільйо 15' Герреро 89' | Протокол(ісп.) |          |

| Муніципальний стадіон Консепсьйона, Консепсьйон Глядачів: 29 143 Арбітр: Рауль Ороско (Болівія) |

### Фінал
| 4 липня 2015 17:00 |

| Чилі | 0 – 0          | Аргентина |
| ---- | -------------- | --------- |
|      | Протокол(ісп.) |           |

| Національний стадіон, Сантьяго Арбітр: Вілмар Ролдан (Колумбія) |

|                                       |       | Пенальті                |  |
| Фернандес · Відаль · Арангіс · Санчес | 4 – 1 | Мессі · Ігуаїн · Банега |  |

| Кубок Америки з футболу 2015 |
| ---------------------------- |
| Чилі 1-й титул               |